# Honnenahalli, Kolar
Honnenahalli là một làng thuộc tehsil Kolar, huyện Kolar, bang Karnataka, Ấn Độ.